# جون هارفي (لاعب كرة قدم كندية)
جون هارفي هو لاعب كرة قدم كندية كندي، ولد في 26 يناير 1950 في أوستن في الولايات المتحدة.